# The Glee Project
The Glee Project er et amerikansk realityshow, som for de konkurrerende deltagere går ud på at vinde en rolle i musicaltv-serien Glee. Hver episode dækker en uges forløb, og hver uge er tildelt et tema, eksempelvis sårbarhed. Ud over deltagerne medvirker også tre mentorer, som guider deltagerne gennem deres prøvelser. Til at koreografere deres dans er mentoren Zach Woodlee, mens mentoren Nikki Anders sørger for sang. Begge disse mentorer arbejder også bag Glee, hvilket ligeledes er tilfældet for den sidste mentor, Robert Ulrich, der fungerer som casting-director.

## Episodeforløb
Hver episode af The Glee Project begynder med en afsløring af ugens tema. Afsløringen foretages af Robert Ulrich, der dernæst fortæller deltagerne, hvilken sang de skal synge som ugens hjemmearbejde. Deltagerne forbereder nu denne og fremfører den for en gæstementor. Gæstementoren, der hver uge er en ny person, er en del af det virkelige Glee-cast. Han eller hun skal nu på baggrund af deltagernes individuelle præstation i hjemmeopgaven vælge én deltager, som udstrålede ugens tema mest. Den vindende deltager får en "one-on-one" mentorsession med ugens gæstementor og samtidig et "stand-out-moment" i ugens musikvideooptagelse. Musikvideoen filmes med Erik White som instruktør, og inden denne optages, skal deltagerne i studiet og indspille sangen (der er blevet afsløret umiddelbart efter udførelsen af hjemmeopgaven), samt lære eventuel koreografi af Zach (og Brook).
Med udgangspunkt i både resultatet af musikvideoen samt de enkelte deltageres overordnede præstation ugen igennem, skal de tre mentorer, Zach, Nikki og Robert, udvælge tre deltagere, som har udvist ringest præstation i forhold til ugens tema. Disse tre deltagere skal hver udføre en "last-chance-performance" for en af skaberne af Glee, nemlig Ryan Murphy. En "last-chance-performance" foregår ved, at deltagerne hver især får tildelt en sang af mentorerne, som de får en begrænset tidsperiode til at øve. Deltagerne kommer nu ind enkeltvis og synger deres sang for de tre mentorer og Ryan Murphy, hvorefter en kort samtale om ugens udfordringer følger, styret af Ryan. Sidstnævnte vurderer nu, hvem af de tre deltagere, der skal sendes hjem (hans afgørelse er truffet efter diskussion med de tre mentorer). Robert Ulrich sætter nu en liste op i korrummet og meddeler deltagerne, at lisen er oppe. De tre deltagere, der har udført en "last-chance-performance", og som dermed har risiko for at være blevet sendt hjem, forlader de andre deltagere. Man ser nu et sammenklip af hver af de tre deltagere gå op til listen alene, og deres reaktioner vises, før man til slut ser navnet på den person, som er blevet sendt hjem. De tilbageværende deltagere lukkes nu ind i korrummet for at sige farvel til personen, som herefter går alene ud af døren. Hver episode afsluttes med, at den deltager, der forlader programmet, synger sangen "Keep Holding On" med de andre deltagere som kor. Afslutningsvis vises et smugkig på næste uges episode, medmindre – selvfølgelig – at det er finalen.

## Sæson 1
Selvom sæsonen oprindeligt blev planlagt til at begynde at blive vist i slutningen af maj 2011, fik The Glee Project premiere den 12. juni 2011, og viste en to timers udvidet premiere, hvor den første time viste auditionsprocessen og udvælgelsen af de tolv kandidater, og den anden time var første episode af serien. De canadiske og britiske premiere var også i samme to-timers udvidet format: i Canada, begyndte serien at blive vist på Slice den 26. juni 2011, og i Storbritannien begyndte serien at blive vist på Sky One den 14. juli 2011.
Damian McGinty og Samuel Larsen var begge proklameret vinderne af den første sæson, hvor de vandt at være med i syv episoder. Lindsay Pearce og Alex Newell fik desuden en præmie af at være med i to episoder i Glee, og Cameron Mitchell, der forlod konkurrencen i episode 7, vandt "fanfavorit" konkurrencen, og den tilhørende $ 10.000 præmie.  Pearces to episoder, som en Rachel Berry-agtig pige ved navn Harmony, bestod af sæsonens premiereepisode "The Purple Piano Project", og den ottende episode "Hold On to Sixteen", mens McGinty begyndte sin præstation som Rory Flanagan, en irsk udvekslingsstudent i fjerde episode "Pot o' Gold"; McGinty blev tilbageholdt på showet efter hans syv episoder-præmie. Larsen debuterede på Glee i det trettende episode, "Heart", som en overført studerende ved navn Joe Hart, . Han optræder også over hans oprindelige syv episoder. Newell's første optræden var d. 17. april 2012 i episoden "Saturday Night Glee-ver". Han spillede Wade Adams , en transseksuel medlem af den rivaliserende showkor Vocal Adrenaline, og var kortvarigt med i "Props", før han returnerende i den næstsidste episode "Nationals".
McGinty, Larsen, Pearce og Newell blev valgt til at synge i Glee's julealbum i 2011, Glee: The Music, The Christmas Album Volume 2.

### Deltagere
| Deltager             | Alder | Hjemby                        | Resultat      | Dato for elimiation | Referencer    |
| -------------------- | ----- | ----------------------------- | ------------- | ------------------- | ------------- |
| Samuel Larsen        | 19    | Los Angeles, California       | Vinder        | N/A                 | [ 4 ]         |
| Damian McGinty, Jr.  | 18    | Derry City, Nordirland        | Vinder        | N/A                 | [ 5 ]         |
| Lindsay Pearce       | 19    | Modesto, California           | Finalist      | N/A                 | [ 6 ]         |
| Alex Newell          | 18    | Lynn, Massachusetts           | Finalist      | N/A                 | [ 7 ]         |
| Hannah McIalwain     | 19    | Asheville, North Carolina     | 8. elimineret | 7. august 2011      | [ 8 ]         |
| Cameron Mitchell     | 21    | Fort Worth, Texas             | 7. elimineret | 31. juli 2011       | [ 9 ] [ 10 ]  |
| Marissa von Bleicken | 19    | New York, New York            | 6. elimineret | 24. juli 2011       | [ 11 ]        |
| Matheus Fernandes    | 19    | Atlanta, Georgia              | 5. elimineret | 17. juli 2011       | [ 12 ] [ 13 ] |
| McKynleigh Abraham   | 19    | Paducah, Kentucky             | 4. elimineret | 10. juli 2011       | [ 14 ]        |
| Emily Vásquez        | 22    | New York, New York            | 3. elimineret | 26. juni 2011       | [ 15 ]        |
| Ellis Wylie          | 18    | Grayslake, Illinois           | 2.elimineret  | 19. juni 2011       | [ 16 ] [ 17 ] |
| Bryce Ross-Johnson   | 22    | Westlake Village, Californien | 1. elimineret | 12. juni 2011       | [ 18 ]        |

### Episoder
| No. i serie | No. i sæson | Titel                                  | Original visningsdato | Seere (millioner) | Elimineret | Noter |
| ----------- | ----------- | -------------------------------------- | --------------------- | ----------------- | ---------- | --- |
| 1           | 0           | "The Top 12"                           | 12. juni 2011         | N/A               | N/A        | N/A |
| 2           | 1           | "Individuality" (Individualitet)       | 12. juni 2011         | 0.455             | Bryce      | - Gæst dommer/mentor : Darren Criss (Blaine Anderson) - Hjemmeopgave: "Signed, Sealed, Delivered I'm Yours" af Stevie Wonder - Vinder: Matheus - Musikvideo: "Firework" af Katy Perry - Bund tre: - Damian: "Jessie Girl" af Rick Springfield - Bryce: "Just the Way You Are" af Bruno Mars - Ellis: " Big Spender" af Sweet Charity |
| 3           | 2           | "Theatricality" (Teatralsk)            | 19. juni 2011         | 0.527             | Ellis      | - Gæstedommer/mentor: Idina Menzel (Shelby Corcoran) - Hjemmeopgave: "Bad Romance" – Lady Gaga - Vinder: Alex - Musikvideo: "We're Not Gonna Take It" – Twisted Sister - Bund tre: - Ellis – "Mack the Knife" – The Threepenny Opera – Elimineret - Matheus – "Gives You Hell" – The All-American Rejects - McKynleigh – "Piece of My Heart" – Janis Joplin |
| 4           | 3           | "Vulnerability" (Sårbarhed)            | 26. juni 2011         | 0.591             | Emily      | - Guæstedommer/mentor: Dot-Marie Jones (Coach Beiste) - Hjemmeopgave: "Please Don't Leave Me" – Pink - Vinder: Matheus - Musikvideo: "Mad World" – Michael Andrews featuring Gary Jules - Bund tre: - Cameron – "Your Song" – Elton John - Emily – "Grenade" – Bruno Mars – Elimineret - Damian – "Are You Lonesome Tonight?" – Elvis Presley |
| 5           | 4           | Dance Ability (Danseevner)             | 10. juli 2011         | 0.745             | McKynleigh | *Gæstedommer/mentor: Harry Shum, Jr. (Mike Chang) - Hjemmeopgave: "Hey, Soul Sister" – Train - Vinder: Samuel - Musikvideo: "U Can't Touch This" – MC Hammer - Bund tre: - McKynleigh – "Last Name" – Carrie Underwood – Elimineret - Matheus – "Down" – Jay Sean - Alex – "I Will Always Love You" – Whitney Houston |
| 6           | 5           | "Pairability" (Parevner)               | 17. juli 2011         | 0.810             | Matheus    | - Gæstedommer/mentor: Darren Criss (Blaine Anderson) - Hjemmeopgave: "Need You Now"- Lady Antebellum - Vinder: Marissa - Musikvideo : - Damian & Matheus – "The Lady Is a Tramp" – Sammy Davis, Jr. - Hannah & Alex – "Nowadays" – Chicago - Marissa & Samuel – "Don't You Want Me" – The Human League - Cameron & Lindsay – "Baby, It's Cold Outside" – Frank Loesser - Sidste chance: - Hannah & Alex – "Valerie" – The Zutons (Mark Ronson og Amy Winehouse coverversion) - Damian & Matheus – "These Boots Are Made for Walkin'" – Nancy Sinatra - Cameron & Lindsay – "River Deep – Mountain High" – Ike & Tina Turner - Bund tre: - Alex - Cameron - Matheus – Elimineret |
| 7           | 6           | "Tenacity" (Ihærdighed) (Vedholdenhed) | 24. juli 2011         | 1.270             | Marissa    | - Gæstedommer/mentor: Max Adler (Dave Karofsky) - Hjemmeopgave: "Bulletproof" – La Roux - Vinder: Marissa - Musikvideo: "Ice Ice Baby" – Vanilla Ice / "Under Pressure" – Queen featuring David Bowie - Sidste chance performance: - Alex – "And I Am Telling You I'm Not Going" – Dreamgirls - Marissa – "Hate On Me" – Jill Scott – Elimineret - Cameron – "Love Can Wait" – Cameron Mitchell Bemærk: Gæstementor Max Adler lavede også han rolle som Dave Karofsky i musikvideoen.' |
| 8           | 7           | Sexuality (Seksualitet)                | 31. juli 2011         | 0.790             | Cameron    | - Gæstedommer/mentor: Mark Salling (Noah "Puck" Puckerman) og Ashley Fink (Lauren Zizes) - Hjemmeopgaver: "Like A Virgin" – Madonna - Vinder: Samuel - Musikvideo: "Teenage Dream" – Katy Perry - Sidste chance performance: - Alex: "I Will Survive" – Gloria Gaynor - Cameron: "Blackbird" – The Beatles – Trak sig - Damian: "Danny Boy" – Frederic Weatherly Bemærk: Ryan Murphy afslørede til Cameron, at han ved at trække sig ud af konkurrencen havde sparet Damian fra elimination. |
| 9           | 8           | Believability (Troværdighed)           | 7. august 2011        | 0.912             | Hannah     | - Gæstedommer/mentor: Jenna Ushkowitz (Tina Cohen-Chang) - Hjemmearbejde: "True Colors" – Cyndi Lauper - Vinder: Hannah - Musikvideo: "The Only Exception" – Paramore - Sidste chance performance: - Hannah: "Back to December" – Taylor Swift – Eliminated - Lindsay: Maybe This Time – Cabaret - Samuel: Animal – Neon Trees |
| 10          | 9           | Generosity (Generøsitet)               | 14. august 2011       | 0.920             | N/A        | - Gæstedommer/mentor: Kevin McHale (Artie Abrams) - Hjemmeopgave: "Lean On Me" – Bill Withers - Vinder: Lindsay - Musikvideo: "Sing" – My Chemical Romance - Sidste chance performance: - Alex: "His Eye Is on the Sparrow" – Civilla D. Martin - Lindsay: "Defying Gravity" – Wicked - Damian: "I've Gotta Be Me" – Sammy Davis, Jr. - Samuel: "My Funny Valentine" – Babes in Arms Ingen elimination denne uge |
| 11          | 10          | "Glee-ability"                         | 21. august 2011       | 1.240             | N/A        | - Gæstedommer/mentor: Ryan Murphy - Hjemmearbejde: "Don't Stop Believin'" – Journey - Music video: "Raise Your Glass" – Pink - Last chance performance: - Lindsay: "Gimme Gimme" – Thoroughly Modern Millie - Damian: "Beyond the Sea" – Charles Trenet - Samuel: "Jolene" – Dolly Parton - Alex: "I Am Changing" – Dreamgirls Bemærk: Alle tidligere elimineret deltagere lavede gæsteoptrædener i musikvideoen. De eliminerede deltagere sang også backup for hjemmearbejdet. Runners-up og ejere af 2 episoder i Glee: Alex Newell & Lindsay Pearce Vindere af serien og har dermed sikret 7 episoder i Glee : Samuel Larsen & Damian McGinty                                |

### Deltagernes fremskridt
| Samuel     | INDE   | INDE   | INDE   | VANDT  | INDE   | INDE   | VANDT    | RISIKO | RISIKO | VINDER   |  |  |  |
| Damian     | RISIKO | INDE   | RISIKO | INDE   | INDE   | INDE   | RISIKO   | INDE   | RISIOK | VINDER   |  |  |  |
| Lindsay    | INDE   | INDE   | INDE   | INDE   | INDE   | INDE   | INDE     | RISK   | V/R    | FINALIST |  |  |  |
| Alex       | INDE   | VANDT  | INDE   | RISIKO | RISIKO | RISIKO | RISIKO   | INDE   | RISIKO | FINALIST |  |  |  |
| Hannah     | INDE   | INDE   | INDE   | INDE   | INDE   | INDE   | INDE     | V/U    |        |          |  |  |  |
| Cameron    | INDE   | INDE   | RISIKO | INDE   | RISIKO | RISIKO | STOPPEDE |        |        |          |  |  |  |
| Marissa    | INDE   | INDE   | INDE   | INDE   | VANDT  | V/U    |          |        |        |          |  |  |  |
| Matheus    | VANDT  | RISIKO | VANDT  | RISIKO | UDE    |        |          |        |        |          |  |  |  |
| McKynleigh | INDE   | RISIKO | INDE   | OUT    |        |        |          |        |        |          |  |  |  |
| Emily      | INDE   | INDE   | UDE    |        |        |        |          |        |        |          |  |  |  |
| Ellis      | RISIKO | UDE    |        |        |        |        |          |        |        |          |  |  |  |
| Bryce      | UDE    |        |        |        |        |        |          |        |        |          |  |  |  |

NØGLE
 INDE   Deltageren var ikke i fare for elimination.

 VANDT  Deltageren vandt hjemmearbejde og var ikke i fare for elimination.

 V/R  Deltageren vandt hjemmearbejde og var i fare for elimination.

 RISIKO  Deltageren var i fare for at blive elimineret.

 UDE  Deltageren blev elimineret.

 V/U  Deltageren vandt hjemmearbejde, men blev elimineret..

 STOPPEDE  Deltageren forlod konkurrencen frivilligt.

 VINDER  Deltageren vandt 7 episoder i Glee.

 FINALIST  Deltageren vandt to episoder i Glee.

## Sæson 2
Castingen til en anden sæson blev annonceret efter den første sæsons finale. Sæsonens opstart blev bekræftet den 17. januar 2012, på hvilket tidspunkt det blev fastslået, at den anden sæson ville have fjorten deltagere, en stigning på to fra de tolv deltagere i den første sæson.  Den 21. januar 2012 afslørede Lea Michele at hun ville være gæstementor i sæsonpremieren.  Andre gæster mentorer vil omfatte én sæson 1's vinder Samuel Larsen (Joe Hart), samt Cory Monteith (Finn Hudson), Naya Rivera (Santana Lopez), Jane Lynch (Sue Sylvester), Amber Riley (Mercedes Jones), Chris Colfer (Kurt Hummel), Darren Criss (Blaine Anderson) og Kevin McHale (Artie Abrams).
Den anden sæson fik premiere i USA den 5. juni 2012, og blev vist i elleve uger, indtil den 14. august 2012. . Der var én vinder for sæsonen: Blake Jenner vandt syv episoder i Glee. Han vil gøre sin første optræden i den femte episode af sæson fire. "Den rolle, du var født til at spille", som en McKinley studerende ved navn Ryder. 

### Deltagere
| Deltager            | Alder | Hjemby                 | Resultat       | Hjemsendelsesdato | Referencer    |
| ------------------- | ----- | ---------------------- | -------------- | ----------------- | ------------- |
| Blake Jenner        | 19    | Miami, Florida         | Vinder         | N/A               | [ 33 ] [ 34 ] |
| Ali Stroker         | 24    | New York, New York     | Finalist       | N/A               | [ 35 ] [ 36 ] |
| Aylin Bayramoglu    | 19    | Chicago, Illinois      | Finalist       | N/A               | [ 37 ] [ 38 ] |
| Lily Mae Harrington | 19    | Dennis, Massachusetts  | 11. elimineret | 7. august 2012    | [ 39 ] [ 40 ] |
| Michael Weisman     | 18    | Chicago, Illinois      | 10. elimineret | 7. august 2012    | [ 41 ] [ 42 ] |
| Shanna Henderson    | 21    | Auburn, Alabama        | 9. elimineret  | 31. juli 2012     | [ 43 ] [ 44 ] |
| Abraham Lim         | 24    | San Diego, Californien | 8. elimineret  | 24. juli 2012     | [ 45 ] [ 35 ] |
| Nellie Veitenheimer | 19    | Tacoma, Washington     | 7. elimineret  | 17. juli 2012     | [ 46 ] [ 47 ] |
| Charlie Lubeck      | 22    | Chicago, Illinois      | 6. elimineret  | 10. juli 2012     | [ 48 ] [ 49 ] |
| Mario Bonds         | 24    | Lanham, Maryland       | 5. elimineret  | 3. juli 2012      | [ 50 ] [ 51 ] |
| Tyler Ford          | 21    | Boca Raton, Florida    | 4. elimineret  | 26. juni 2012     | [ 52 ] [ 53 ] |
| Dani Shay           | 23    | Orlando, Florida       | 3. elimineret  | 12. juni 2012     | [ 54 ] [ 55 ] |
| Taryn Douglas       | 22    | Detroit, Michigan      | 2. elimineret  | 12. juni 2012     | [ 56 ] [ 57 ] |
| Maxfield Camp       | 22    | Nashville, Tennessee   | 1. elimineret  | 5. juni 2012      | [ 58 ] [ 59 ] |

### Episoder
| Nr. i serie | Nr. i sæson | Titel                                     | Original visningsdato | Seere (millioner) | Elimineret          | Noter |
| ----------- | ----------- | ----------------------------------------- | --------------------- | ----------------- | ------------------- | --- |
| 12          | 0           | "The Glee Project Season 2: The Final 14" | 2. juni 2012          | N/A               | N/A                 | En castingsspecial som viser udvælgelsesprocessen til den anden sæson. - Gæstedommere/mentorer : Samuel Larsen ( Joe Hart ), Damian McGinty (Rory Flanagan), Alex Newell (Wade "Unique" Adams) - Musikvideo: " The Edge of Glory " - Lady Gaga Bemærk: Dommerne Robert Ulrich og Zach Woodlee lavede gæsteoptrædener som sig selv i musikvideoen. |
| 13          | 1           | Individuality (Individualitet)            | 2. juni 2012          | 0.389             | Maxfield            | - Gæstedommer mentor: Lea Michele (Rachel Berry) - Hjemmearbejde: "Born This Way"- Lady Gaga - Vinder: Shanna - Musikvideo: "Here I Go Again" - Whitesnake - Sidste chance: - Aylin - "Without You" - David Guetta Feat. Usher - Tyler - "ABC" - The Jackson 5 - Maxfield - "Always on My Mind" - Willie Nelson - Elimineret Bemærk: Iqbal Theba lavede sin rolle som Principal Figgins i musikvideoen |
| 14          | 2           | Dance-ability (Danseevner)                | 12. juni 2012         | 0.474             | Taryn og Dani       | - Gæstedommer/mentor: Samuel Larsen (Joe Hart) - Hjemmearbejde: We Got the Beat" – The Go-Go's - Vinder: Abraham - Musikvideo: "Party Rock Anthem" – LMFAO - Sidste chance: - Dani - "Landslide" - Fleetwood Mac – Elimineret - Tyler - "Daniel" - Elton John - Lily Mae - "Man! I Feel Like a Woman!" – Shania Twain Bemærk: Taryn trak sig fra konkurrencen forud for hjemmearbejdet. |
| 15          | 3           | Vulnerability(Sårbarhed)                  | 19. juni 2012         | 0.487             | N/A                 | - Gæst dommer/mentor: Cory Monteith (Finn Hudson) - Hjemmearbejde: "My Life Would Suck Without You" – Kelly Clarkson - Vinder: Nellie - Musikvideo: "Everybody Hurts" – R.E.M. - Sidste chance: - Lily Mae – "Mercy" – Duffy - Charlie – "Fix You" – Coldplay - Mario – "Over the Rainbow" Ingen udelukkelse denne uge |
| 16          | 4           | Sexuality (Seksualitet)                   | 26. juni 2012         | 0.640             | Tyler               | - Gæst dommer/mentor: Naya Rivera (Santana Lopez) - Hjemmearbejde: "I Wanna Sex You Up" – Color Me Badd - Vinder: Charlie - Musikvideo : "Moves Like Jagger" – Maroon 5 featuring Christina Aguilera/"Milkshake" – Kelis - Sidste chance: - Charlie – "I Get a Kick Out of You" – Cole Porter - Tyler – "Smile" – Charlie Chaplin – Elimineret - Michael – "Lucky" – Jason Mraz feat. Colbie Caillat Bemærk: Mary Gillis lavede hendes rolle som fru Hagberg i musikvideoen |
| 17          | 5           | Adaptability(Tilpasningsevne)             | 3. juli 2012          | 0.495             | Mario               | - Gæstedommer/mentor: Kevin McHale (Artie Abrams) - Hjemmearbejde: "You Oughta Know" – Alanis Morissette - Vinder: Aylin - Musikvideo: "Price Tag" - Jessie J - Sidste chance: - Nellie & Blake – "Waiting for a Girl Like You" – Foreigner - Ali & Abraham – "Last Friday Night" – Katy Perry - Mario & Charlie – "Don't Let the Sun Go Down on Me" – Elton John - Tre nederste: - Abraham - Charlie - Mario – Elimineret |
| 18          | 6           | Fearlessness (Frygtløshed)                | 10. juli 2012         | 0.507             | Charlie             | - Gæstedommer/mentor: Jane Lynch (Sue Sylvester) - Hjemmearbejde:"Now That We Found Love" – Heavy D & The Boyz - Vinder: Lily Mae - Musikvideo: "Hit Me With Your Best Shot" – Pat Benatar / "One Way or Another" – Blondie - Sidste chance: - Aylin – "Take a Bow" – Rihanna - Charlie – "It's Not Unusual" – Tom Jones – Elimineret - Nellie – "If I Were a Boy" – Beyoncé Bemærk: Rock Anthony spillede sin rolle som Rick "The Stick" Nelson i musikvideoen. |
| 19          | 7           | Theatricality(Teatralskhed)               | 17. juli 2012         | 0.342             | Nellie              | - Gæstedommer/mentor: Grant Gustin (Sebastian Smythe) - Hjemmearbejde: I Hope I Get It" – A Chorus Line - Vinder: Ali - Musikvideo: "When I Grow Up" – Pussycat Dolls - Sidste chance: - Nellie – "I'm the Only One" – Melissa Etheridge – Elimineret - Abraham – "Stereo Hearts" – Gym Class Heroes feat. Adam Levine - Lily Mae – "Someone Like You" – Adele Bemærk: Til musikvideoen blev hver deltager tildelt rollen som en musikalsk ikon: Abraham spillede David Bowie, Ali var Katy Perry, Aylin var Madonna, Blake var Boy George, Lily var Cyndi Lauper, Michael var Elvis Presley, Nellie var Britney Spears og Shanna var Lady Gaga. |
| 20          | 8           | Tenacity (Ihærdighed, Velholdenhed)       | 24. juli 2012         | 0.357             | Abraham             | - Gæstedommer/mentor:: Amber Riley (Mercedes Jones) - Hjemmearbejde Assignment: "Survivor" – Destiny's Child - Vinder: Ali - Musikvideo: "Eye of the Tiger" – Survivor - Sidste chance: - Michael – "Brick" – Ben Folds Five - Abraham – "Man in the Mirror" – Michael Jackson – Elimineret - Lily Mae – "I'm the Greatest Star" – Funny Girl |
| 21          | 9           | Romanticality(Romantik)                   | 31. juli 2012         | 0.339             | Shanna              | - Gæstedommer/mentor: Darren Criss (Blaine Anderson) - Hjemmearbejde: "More Than Words" – Extreme - Vinder: Blake - Musikvideo: "We Found Love" – Rihanna - Sidste chance: - Aylin – "The First Time Ever I Saw Your Face" – Roberta Flack - Blake – "Losing My Religion" – R.E.M. - Shanna – "Stronger" – Kelly Clarkson – Elimineret Note: Nuno Bettencourt fra Extreme ledsagede deltagerne på guitar under hjemmearbejdet. Iqbal Theba spillede sin rolle som Principal Figgins i musikvideoen. |
| 22          | 10          | Actability(Skuespilsevne)                 | 7. august 2012        | 0.447             | Michael og Lily Mae | - Gæstedommer/mentor: Dianna Agron (Quinn Fabray) - Hjemmearbejde: "Addicted to Love" - Robert Palmer - Vinder: Michael - Musikvideo: "Perfect" – Pink - Sidste chance: - Michael – "Girls Just Want to Have Fun" – Cyndi Lauper – Elimineret - Lily Mae – "Son of a Preacher Man" – Dusty Springfield – Elimineret - Ali – "Here's to Us" – Halestorm - Blake – "I'm Still Standing" – Elton John - Aylin – "Fighter" – Christina Aguilera |
| 23          | 11          | Glee-ality (Glee-agtlighed)               | 14. august 2012       | 0.821             | N/A                 | - Gæstedommer/mentor: Chris Colfer (Kurt Hummel) - Hjemmearbejde: "You Can't Stop the Beat" – Hairspray - Vinder: Ali, Aylin og Blake - Musikvideo: "Tonight Tonight" – Hot Chelle Rae - Sidste chance: - Ali – "Popular" – Wicked - Blake – "I'll Be" – Edwin McCain - Aylin – "Rolling in the Deep" – Adele Bemærk: Damian McGinty spillede sin rolle som Rory Flanagan i musikvideoen samt alle de tidligere elimineret deltagere fra den anden sæson. De eliminerede deltagere også sang backup til hjemmearbejdet. Vinder af sæsonen og fik en præmie på 7 episoder i Glee: Blake Jenner                                                    |

### Deltagernes fremskridt
| Blake    | INDE   | INDE     | INDE   | INDE   | INDE   | INDE   | INDE   | INDE   | V/R    | RISIKO | VINDER   |  |  |
| Ali      | INDE   | INDE     | INDE   | INDE   | INDE   | INDE   | VANDT  | VANDT  | INDE   | RISIKO | FINALIST |  |  |
| Aylin    | RISIKO | INDE     | INDE   | INDE   | VANDT  | RISIKO | INDE   | INDE   | RISIKO | RISIKO | FINALIST |  |  |
| Lily Mae | INDE   | RISIKO   | RISIKO | INDE   | INDE   | VANDT  | RISIKO | RISIKO | INDE   | UDE    |          |  |  |
| Michael  | INDE   | INDE     | INDE   | RISIKO | INDE   | INDE   | INDE   | RISIKO | INDE   | V/U    |          |  |  |
| Shanna   | VANDT  | INDE     | INDE   | INDE   | INDE   | INDE   | INDE   | INDE   | UDE    |        |          |  |  |
| Abraham  | INDE   | VANDT    | INDE   | INDE   | RISIKO | INDE   | RISIKO | UDE    |        |        |          |  |  |
| Nellie   | INDE   | INDE     | VANDT  | INDE   | INDE   | RISIKO | UDE    |        |        |        |          |  |  |
| Charlie  | INDE   | INDE     | RISIKO | V/R    | RISIKO | UDE    |        |        |        |        |          |  |  |
| Mario    | INDE   | INDE     | RISIKO | INDE   | UDE    |        |        |        |        |        |          |  |  |
| Tyler    | RISIKO | RISIKO   | INDE   | UDE    |        |        |        |        |        |        |          |  |  |
| Dani     | INDE   | UDE      |        |        |        |        |        |        |        |        |          |  |  |
| Taryn    | INDE   | STOPPEDE |        |        |        |        |        |        |        |        |          |  |  |
| Maxfield | UDE    |          |        |        |        |        |        |        |        |        |          |  |  |

NØGLE
 INDE   Deltageren var ikke i fare for elimination.

 VANDT  Deltageren vandt hjemmearbejde og var ikke i fare for elimination.

 V/R  Deltageren vandt hjemmearbejde og var i fare for elimination.

 RISIKO  Deltageren var i fare for at blive elimineret.

 UDE  Deltageren blev elimineret.

 V/U  Deltageren vandt hjemmearbejde, men blev elimineret..

 STOPPEDE  Deltageren forlod konkurrencen frivilligt.

 VINDER  Deltageren vandt 7 episoder i Glee.

 FINALIST  Deltageren blev finalist.

## International syndikering
| Land/Region                                                                                      | Kanal             | Første gang sendt                         | Referencer |
| ------------------------------------------------------------------------------------------------ | ----------------- | ----------------------------------------- | ---------- |
| Australien                                                                                       | Eleven            | 15. juli 2011                             | [ 90 ]     |
| Brasilien                                                                                        | Fox Brasil        | 26. juni 2011                             | [ 91 ]     |
| Canada                                                                                           | Slice Global      | 26. juni 2011                             | [ 92 ]     |
| Frankrig                                                                                         | W9                | 29. februar 2012 (aflyst efter episode 2) | [ 93 ]     |
| Japan                                                                                            | Skachan Fox Japan | 29. juni 2011 25. september 2011          | [ 94 ]     |
| New Zealand                                                                                      | FOUR              | 8. August 2011                            | [ 95 ]     |
| Filippinerne                                                                                     | ETC, Jack TV      | 13. juni 2011                             | [ 96 ]     |
| Filippinerne                                                                                     | STAR World        | 17. oktober 2011                          | [ 97 ]     |
| Portugal                                                                                         | Fox Life          | 25. november 2011                         | [ 98 ]     |
| Sydøstasien · Hongkong · Indonesien · Malaysia · Myanmar · Singapore · Kina · Thailand · Vietnam | STAR World        | 15. august 2011                           | [ 97 ]     |
| Tyrkiet                                                                                          | Fox Life          | 12. december 2011                         | [ 99 ]     |
| Storbritannien                                                                                   | Sky1 PickTV       | 13. juli 2011                             | [ 100 ]    |
| USA (original visning)                                                                           | Oxygen            | June 12, 2011                             | N/A        |